# Grand puits

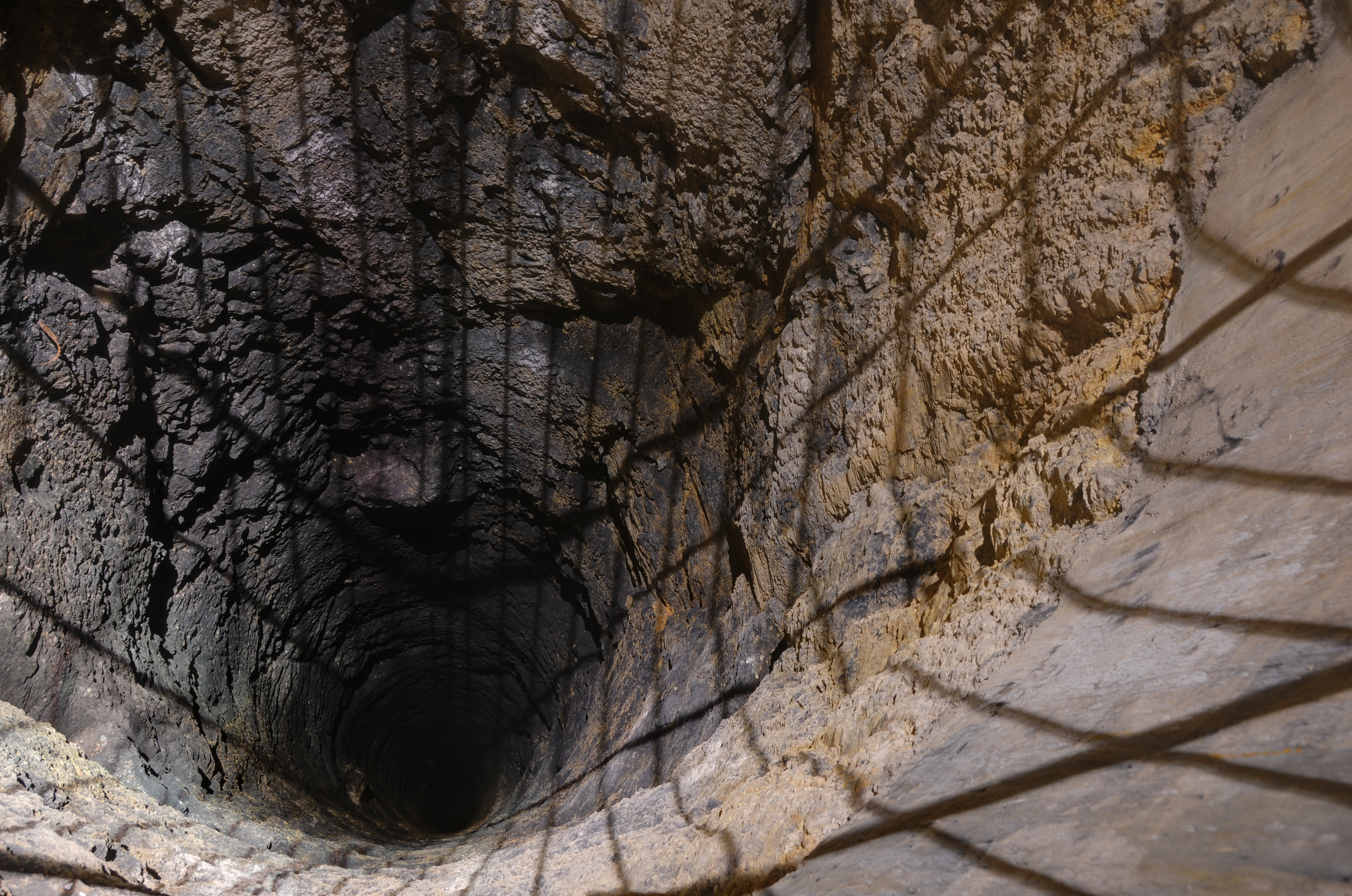
Grand puits du fort de Joux.

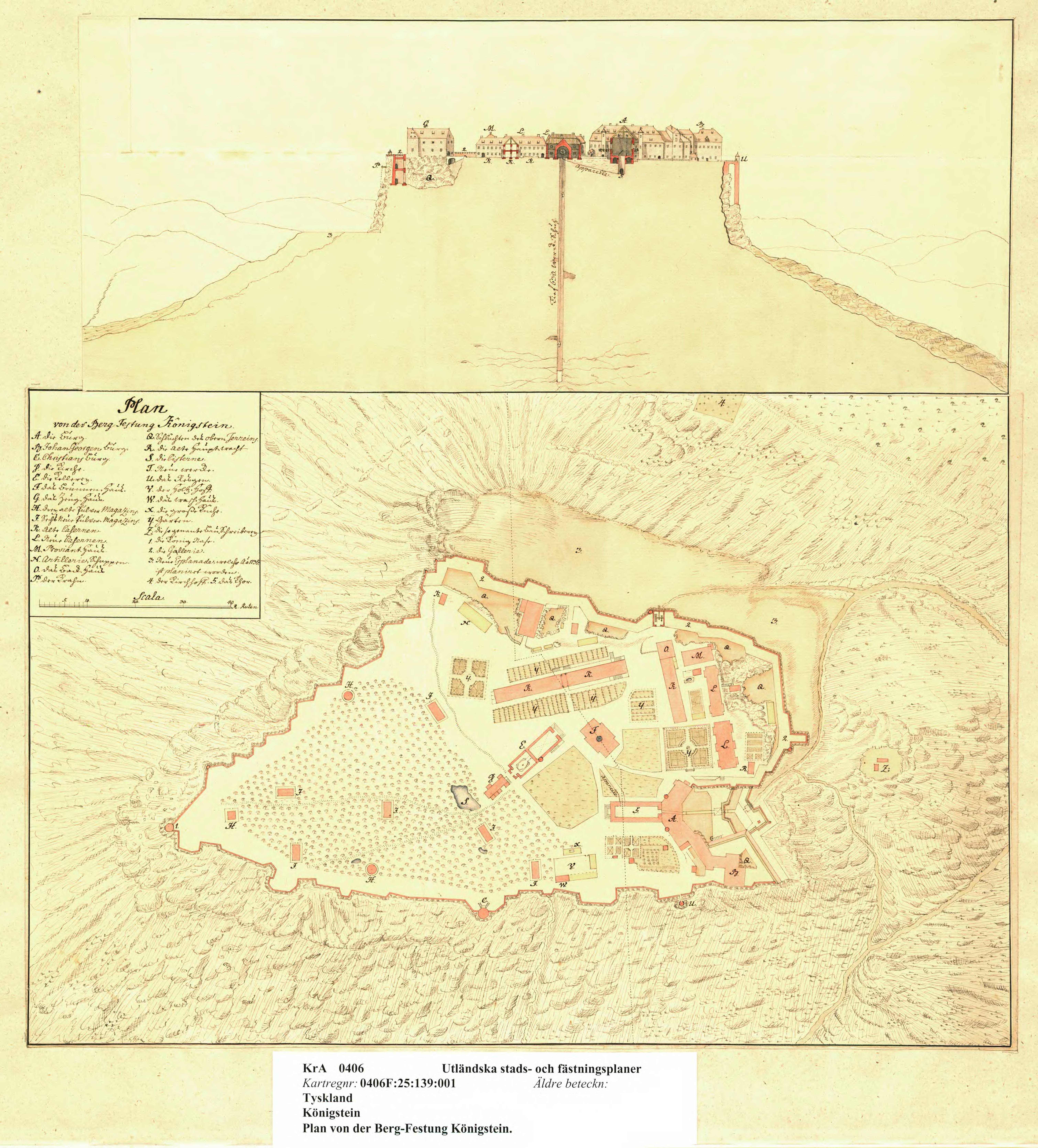
Coupe de la forteresse de Königstein et du grand puits.

Un grand puits ou puits de siège, que l'on trouve parfois dans les châteaux, les anciennes villes fortifiées et les forteresses, est un puits généralement profond ou de grande capacité qui permettait de prélever de l'eau dans une nappe phréatique, en complément des citernes, afin de tenir un siège sans manquer d'eau. Il permettait également que l'ennemi ne puisse pas l'empoisonner, au contraire des sources extérieures aux fortifications. Ce type de puits était souvent la partie du château qui coûtait le plus cher à construire ; son coût pouvait atteindre la moitié du coût total du château et son creusement pouvait durer plusieurs années.[réf. nécessaire].

## Construction
Ces puits sont de véritables prouesses techniques car il fallait descendre de plusieurs dizaines de mètres avant d'arriver à la nappe phréatique. Ils existent au moins depuis le Ve siècle.  Leur construction n'a guère varié depuis le Moyen Âge d'après Eugène  Viollet-le-Duc.
On opérait toujours lorsque l'eau était la plus basse, généralement en été. On construisait d'abord une cage d'écureuil où on installait un treuil avec une poulie. Selon la nature du sol, l'ingénieur faisait appel à des ouvriers spécialisés :  
- Le charpentier pour préparer les pleyons circulaires et les planches.
- Le rocteur ou le marbrier creusait le roc ou le marbre avec son pic, ses coins, sa masse, son aiguille appelée aujourd'hui barre à mine qui dès la fin du XVIIe siècle sera utilisée avec de la poudre, sa pince, son burin pour les bords du puits non maçonné, encoches et becquets.
- Le marneur creusait la marne ou l'argile avec pelle, pioche.
- Les maçons et tailleurs de pierres qui se chargeaient des maçonneries pour les puits taillés dans des marnes, boucher des suintements et écoulements ou pour renforcer des roches instables.
- Le puitier ou puisatier qui s'occupait des parties inondées du puits et, dans le cas des puits maçonnés, y installait le rouet.
- Les aides qui s'occupaient à l'évacuation des gravats et des terres que l'on allait déposer aux endroits nécessitant des remblais avec des brouettes.
- L'ingénieur supervisait le tout, prenant les décisions en cas d'imprévus[2].

Dans les puits carrés tournants, par exemple Kyffhäuser, on descendait à l'aide d'échelles.
Dans les puits ronds ou ovales, on disposait régulièrement des pleyons circulaires formés de deux morceaux  de bois en forme de croissants semi-circulaires coincés en force. Cela permettait d'y caler des planches pour maintenir la maçonnerie le long du puits, à la manière d'un coffrage, dans le cas de terrains marneux et de cimenter les fissures dans le cas de puits creusés dans la roche. En appuyant le baquet dessus, ils permettaient de se reposer lors de la remontée des ouvriers. En effet, les hommes (2 hommes à la fois maximum)  et les outils étaient descendus dans de grand baquets qui servaient également à remonter les gravats disposés dans des panières. Chaque puisatier était assuré à l'aide de lanières en cuir croisées qui entouraient la taille et d'une corde. En cas de souci, il tirait sur la corde pour remonter. Le dernier pleyon circulaire était partiellement recouvert de planches pour faire un abri lors de la remontée des gravats et poser le baquet avec les outils,.
On ne connait pas encore toutes les techniques utilisées pour le creusement des puits; à Besançon, on pense qu'on a utilisé des barres à mines et des pioches.
La grande profondeur posait également, dans certains puits, un problème de ventilation; certains gaz lourds s'accumulant au fond, pouvant asphyxier les puisatiers; si la flamme de la bougie perdait sa vigueur, mieux valait se sauver et revoir la ventilation.
Pour amener l'air, on utilisait un ingénieux système de cheminée de ventilation en forme de U. On allumait un feu à une extrémité ce qui permettait de créer un courant d'air frais dans le puits. Un autre système consistait à placer un brasero sur une grille au fond du puits, avec un tuyau allant au dehors créant ainsi un courant d'air accentué par un soufflet; de temps en temps, on remuait l'air du fond du puits à l'aide de branchage.

## Utilisation

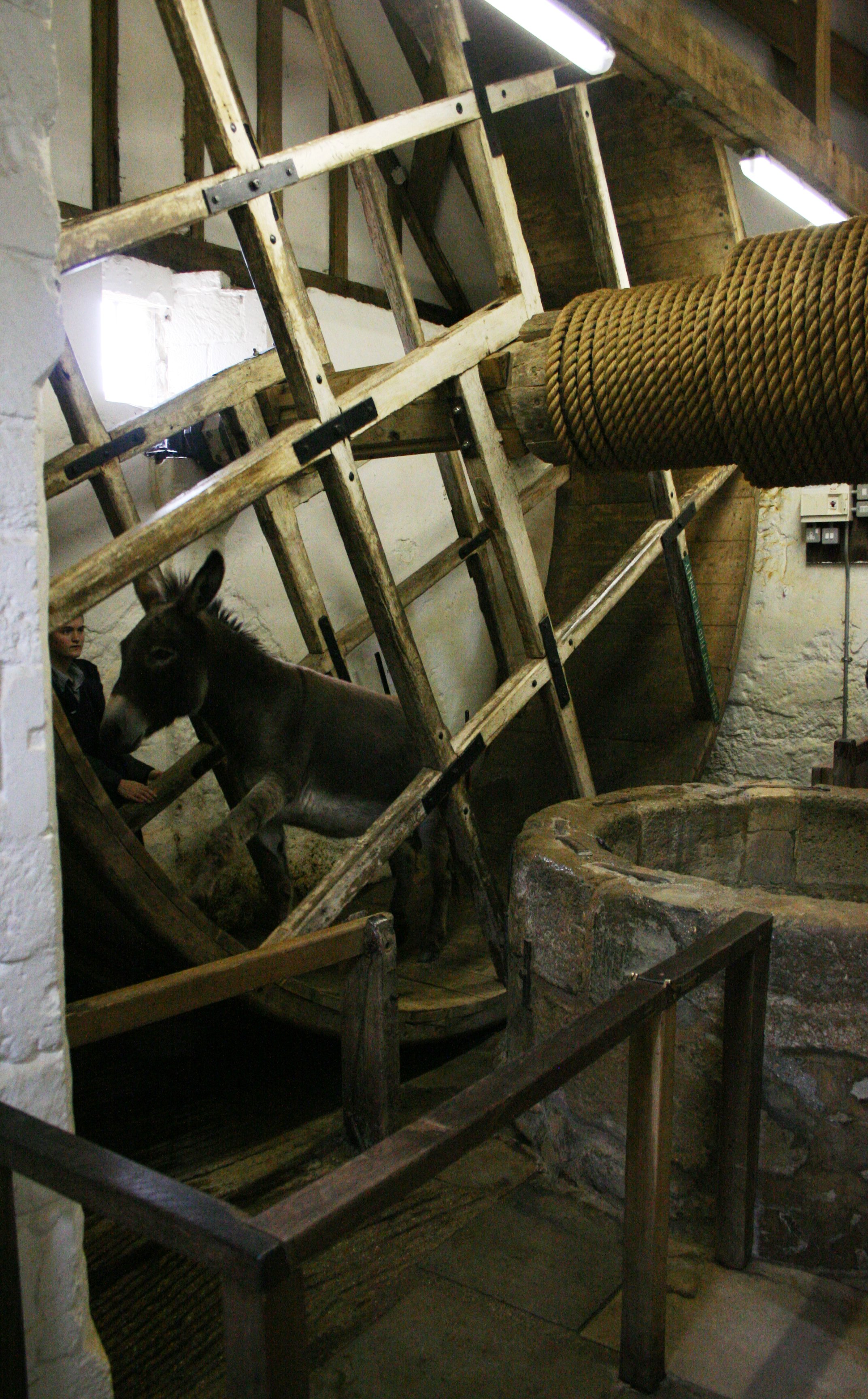
Cage d'écureuil mue par un âne au château de Carisbrooke.

Pour aller chercher l'eau dans des puits aussi profonds, il fallait des mécanismes astucieux: 

### Cage d'écureuil
Utilisée dès le XVe siècle, la cage d'écureuil mue par un homme ou un âne fut la plus souvent utilisée jusqu'au milieu du XIXe siècle.
On en voit un exemple à la citadelle de Besançon. Il s'agit d'une cage d'écureuil à crémaillère et deux seaux du XVIIe siècle. Un seau monte lorsque l'autre descend. Un homme courait dans la grande roue pour remonter l'eau. La crémaillère permettait que le seau plein ne retombe pas si l'on s'arrêtait de courir.
Au château de Ronneburg, la cage d'écureuil n'a qu'un seul seau mais il y a un contrepoids en pierre.

### Treuil découplé avec un manège à chevaux
Il existait aussi des systèmes plus sophistiqués avec un treuil et un manège à chevaux.

### Machine à vapeur
Dès le milieu du XIXe siècle, on voit apparaitre des systèmes de pompage à vapeur.

### Système à piston
À la fin du XIXe siècle, on utilise des pistons plongeants.

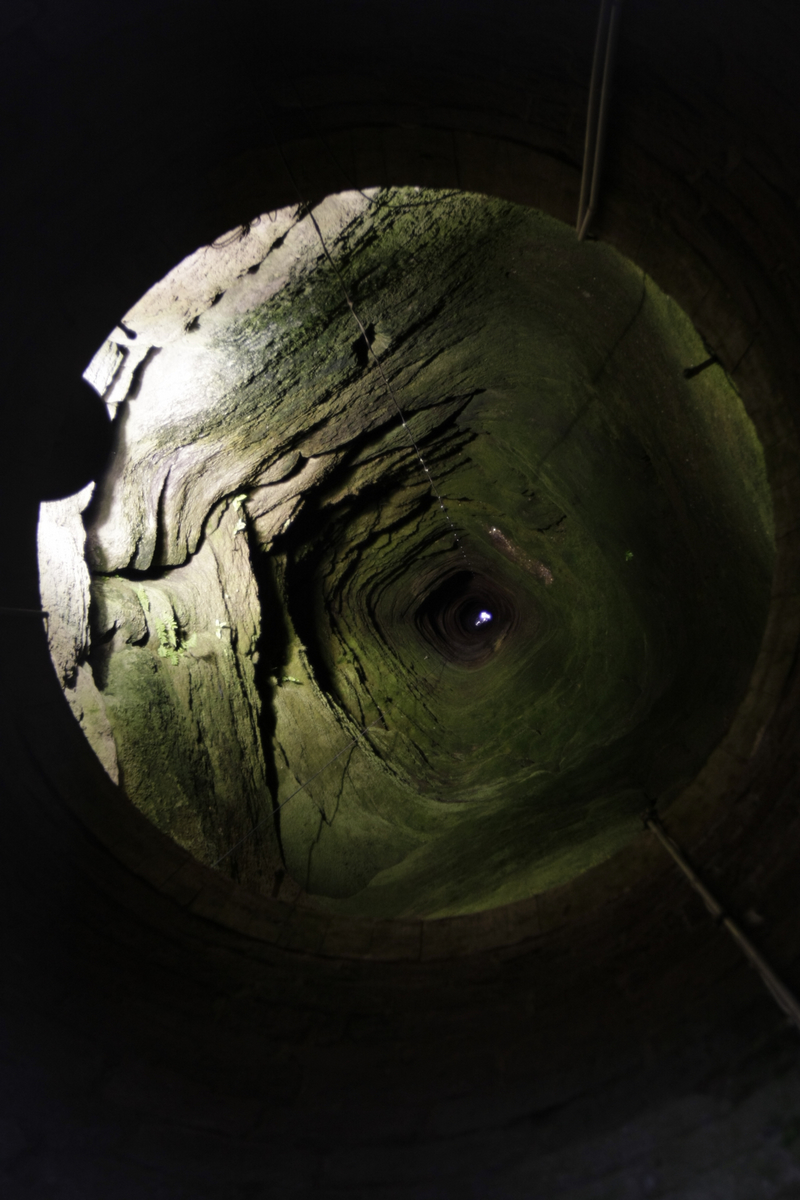
Le plus profond grand puits du monde à la forteresse de Kyffhäuser.
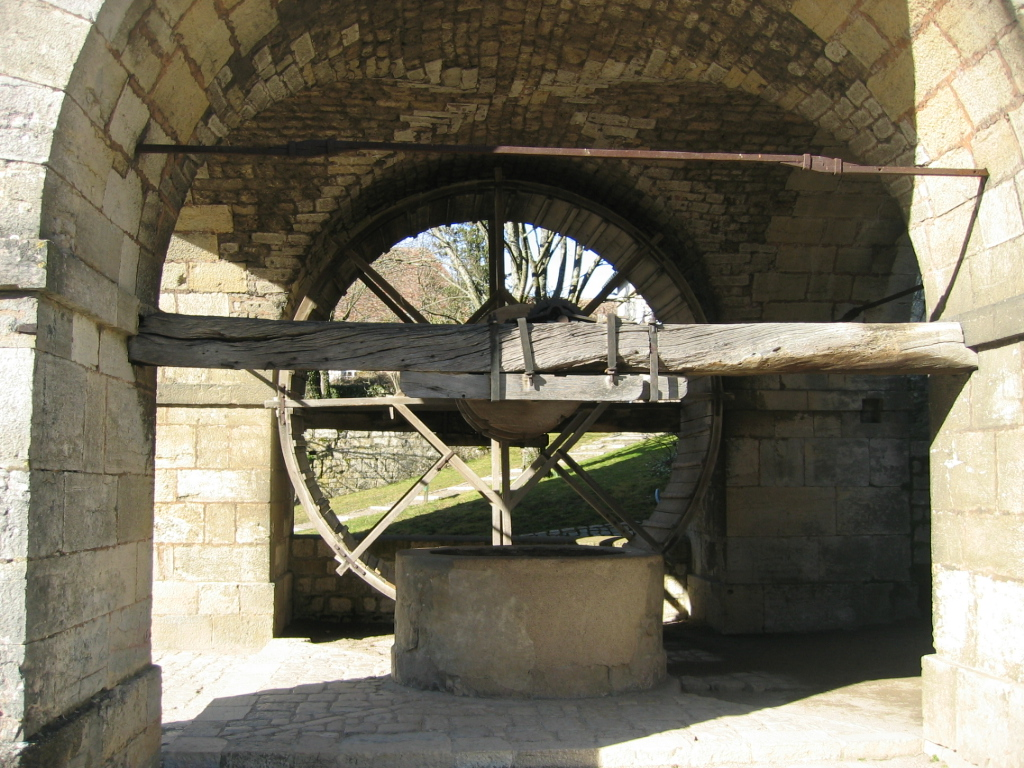
citadelle de Besançon, grand puits le plus profond de France.
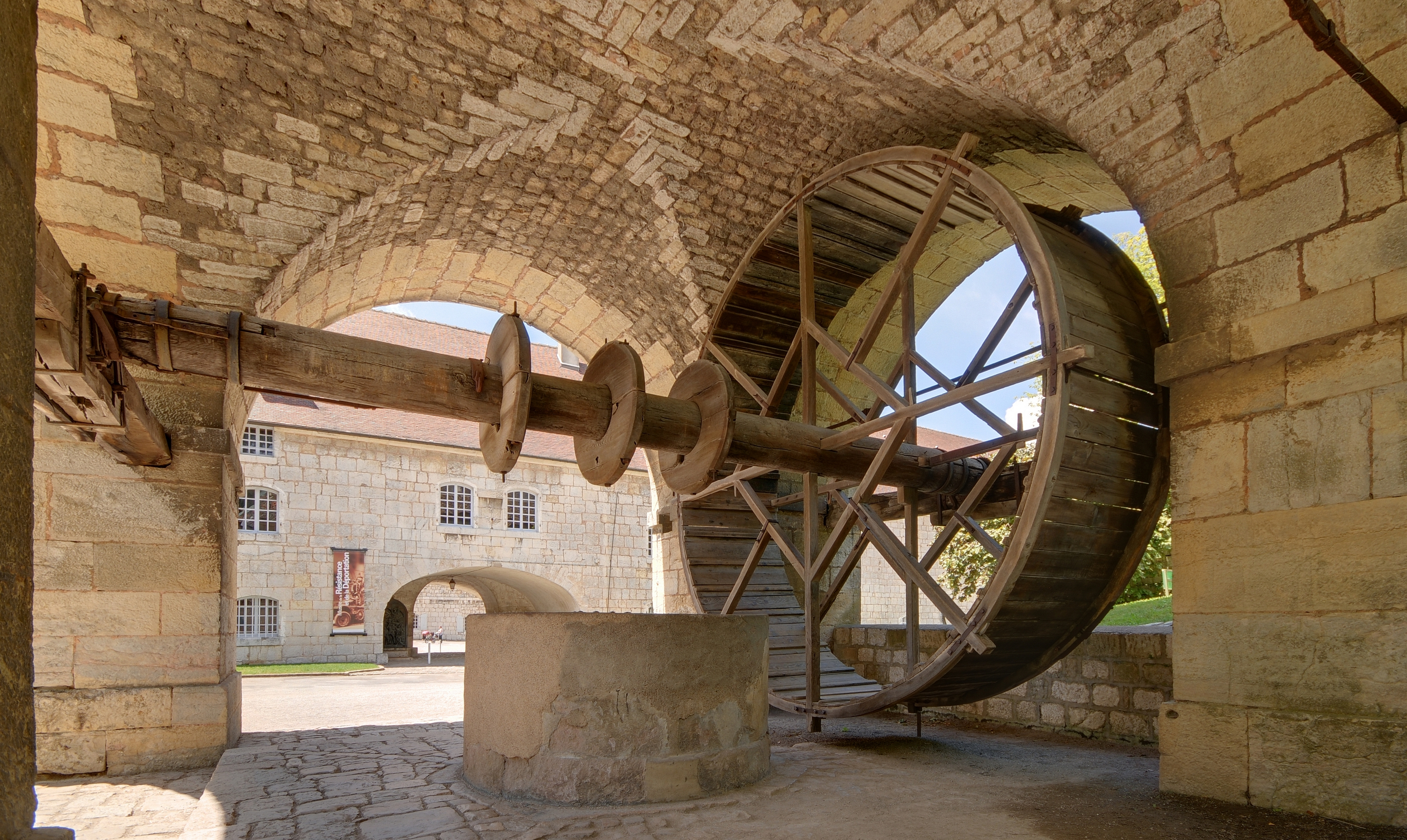
Cage d'écureuil du grand puits de la citadelle de Besançon. À droite, on voit le système de crémaillère.
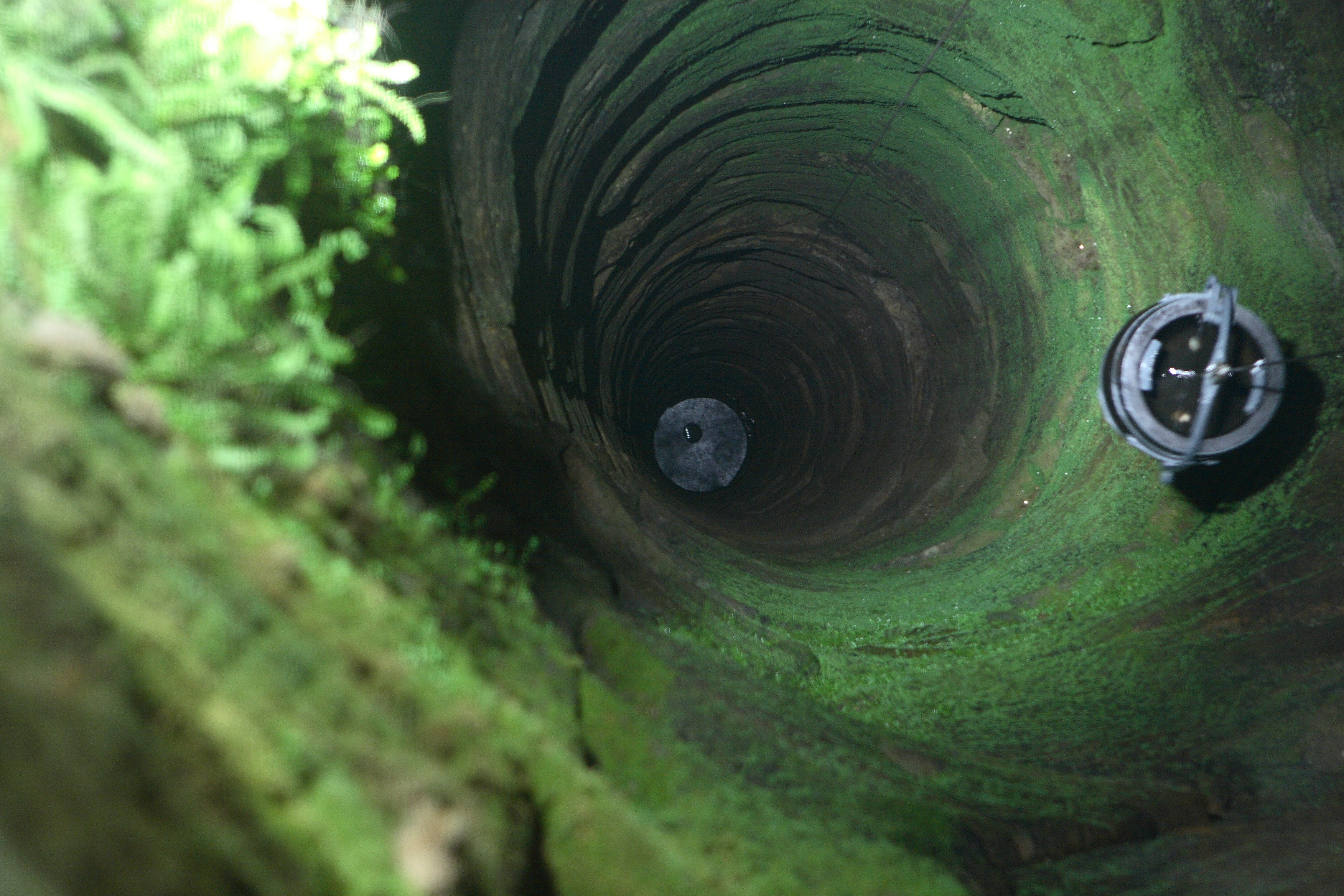
Forteresse de Königstein, puits avec les deux seaux.
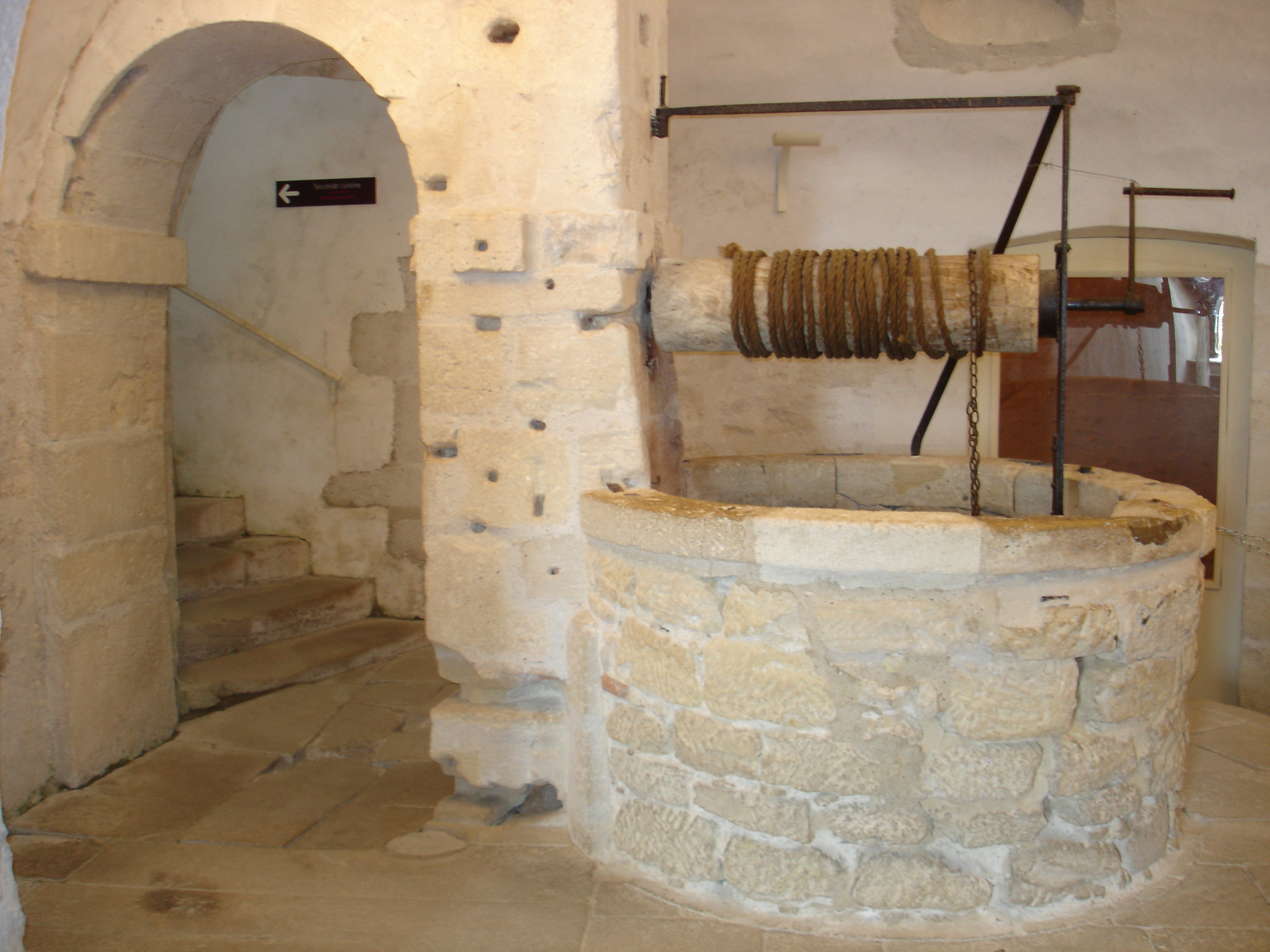
Château de Duras, ce puits à un seau serait alcoolisé.
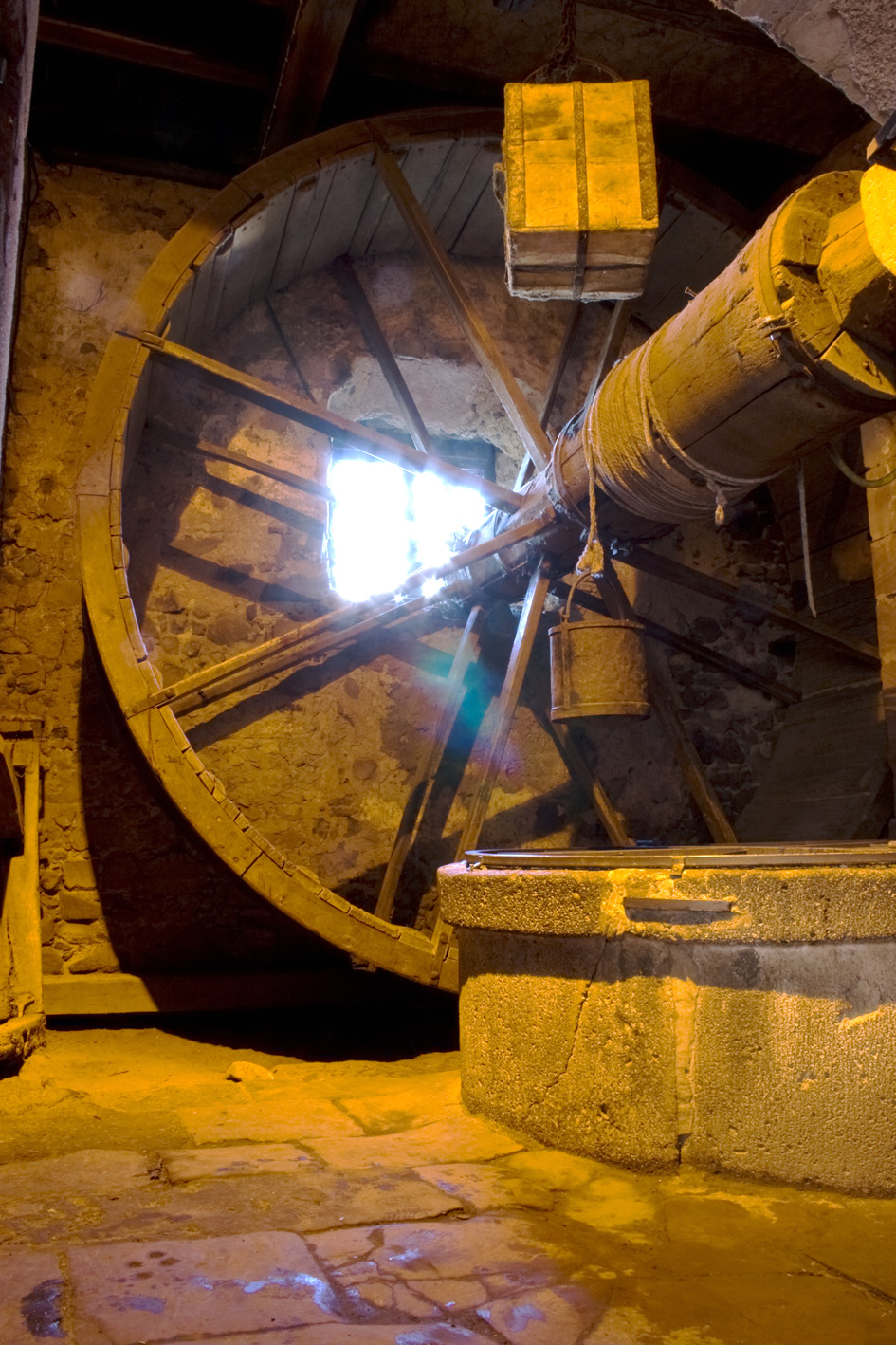
Château de Ronneburg et sa cage d'écureuil à contrepoids.
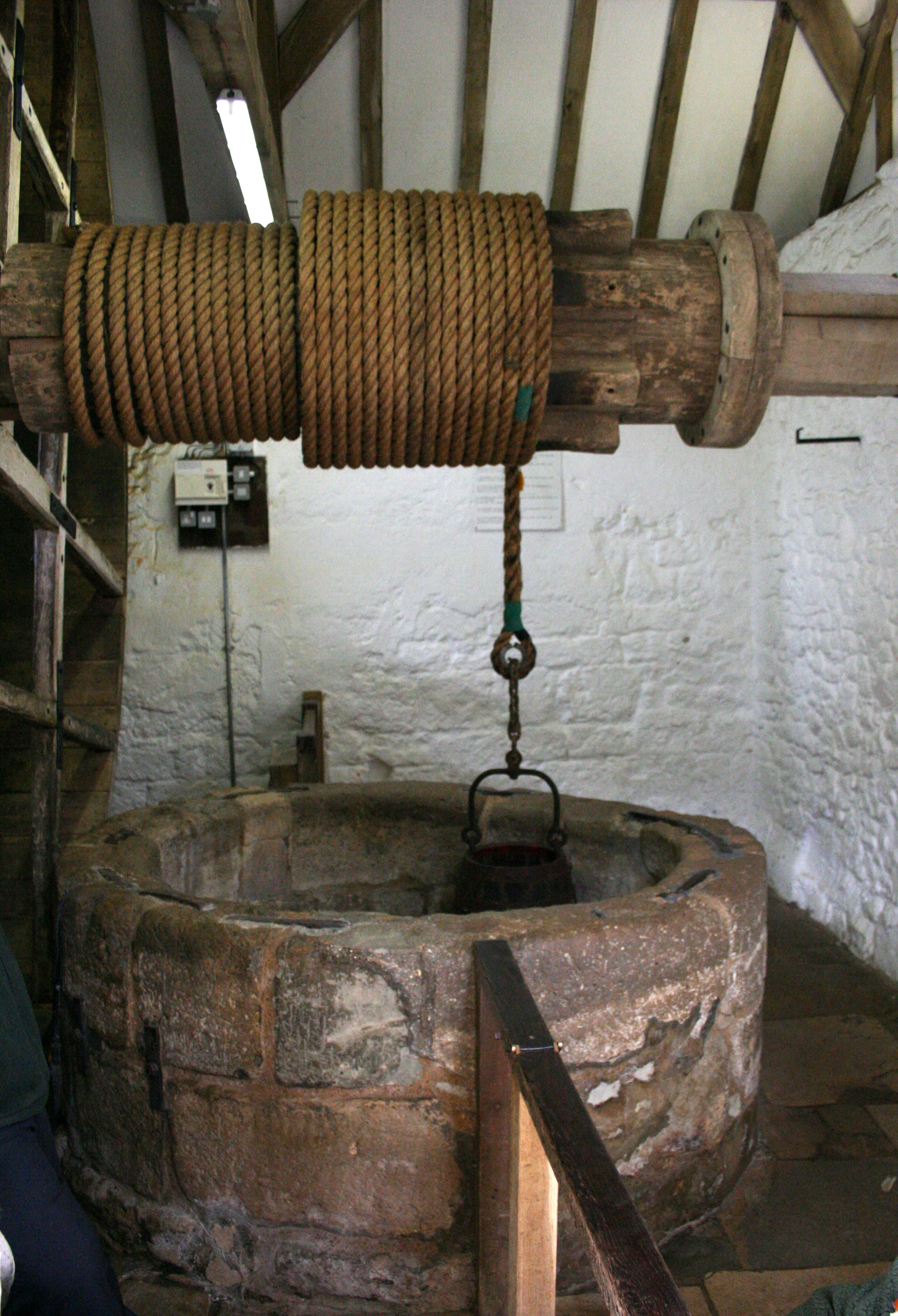
Château de Carisbrooke.
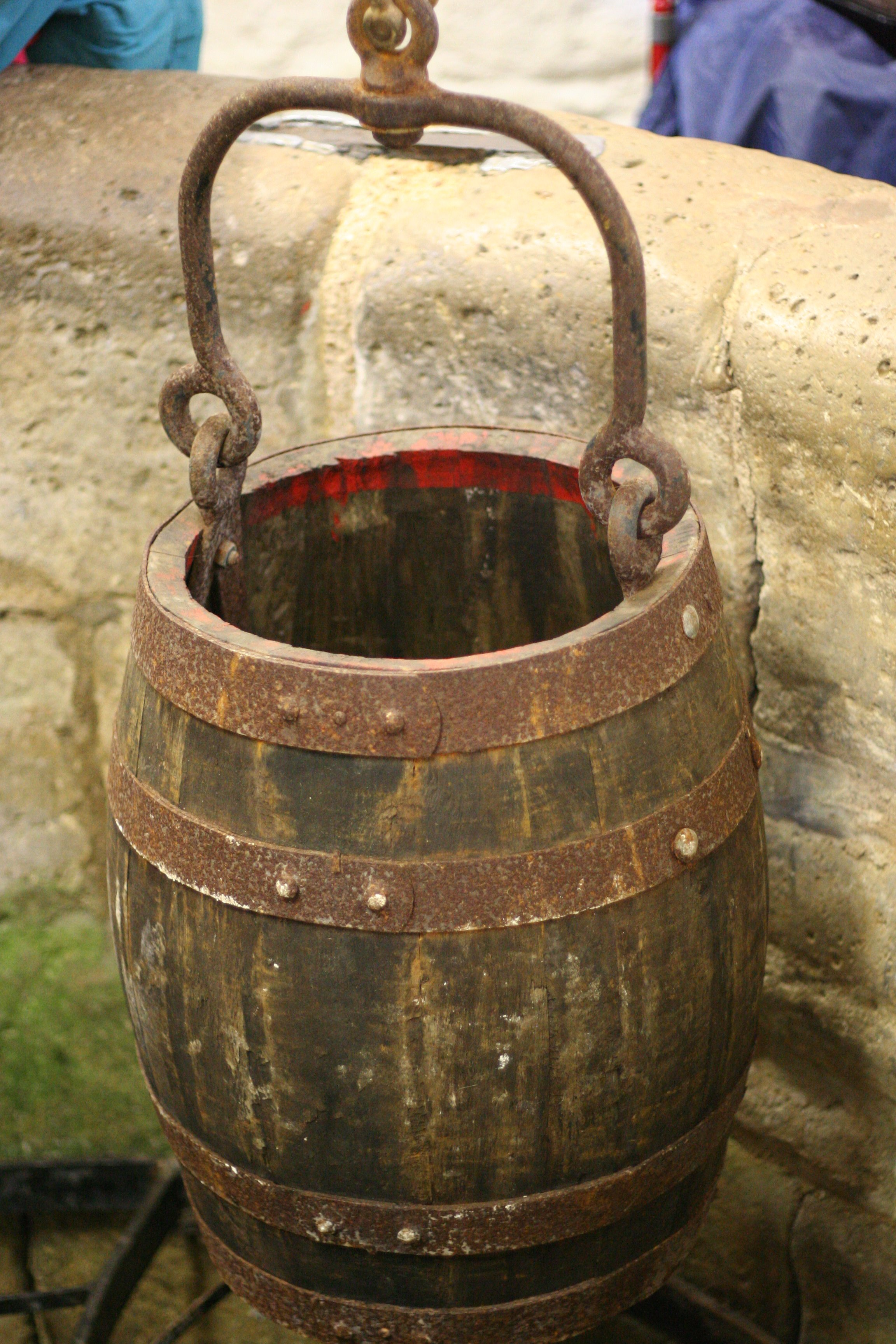
Château de Carisbrooke, seau en tonnelet.
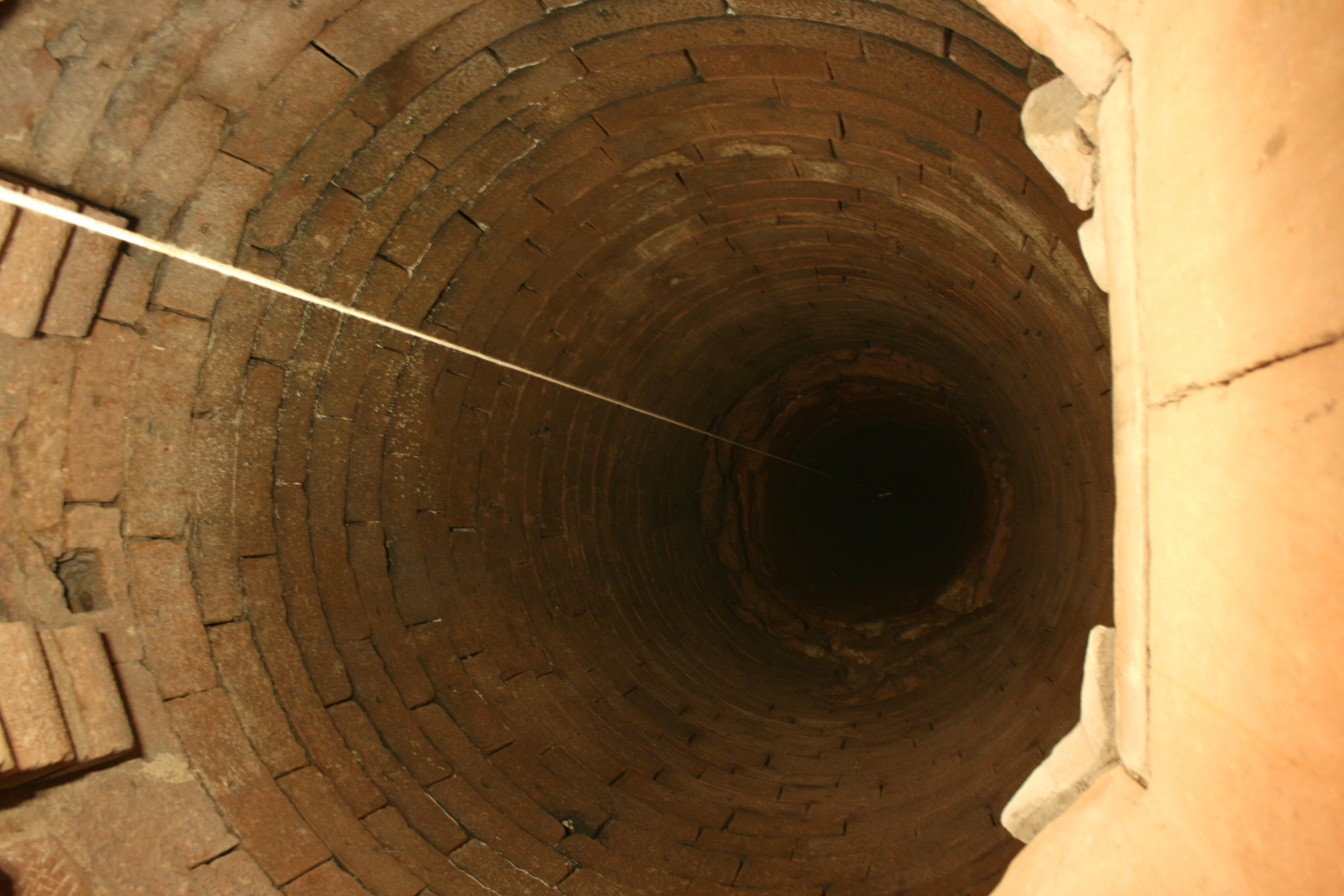
Château de Breuberg.
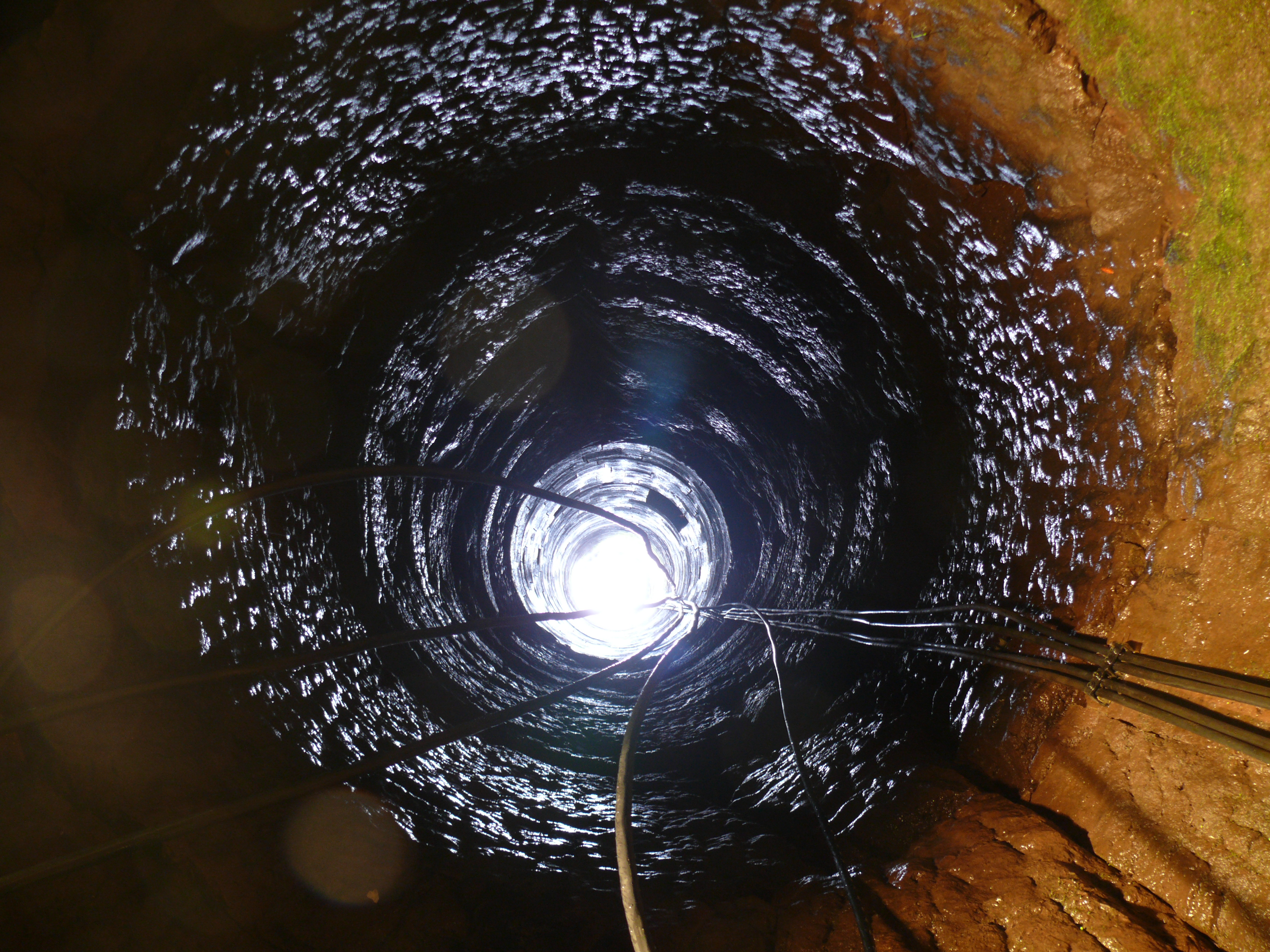
Vue depuis l’intérieur du puits du château de Dilsberg.

## Liste des grands puits les plus profonds
C'est à Brighton, plus exactement à Woodingdean en Angleterre, que se trouve le puits creusé à la main le plus profond du monde avec 1 298 pieds soit 392 m; il date du XIXe siècle et n'est pas un puits de siège ou grand puits.
Selon des sources historiques, existait au château de Regenstein, en Allemagne, un grand puits de 197 m de profondeur malheureusement entièrement écroulé et bouché. Il a donc été le grand puits le plus profond du monde. Mais c'est à la forteresse de Kyffhäuser que se trouve l'actuel plus grand puits du monde avec ses 176 m de profondeur.
Le grand puits le plus profond creusé en France fut celui du fort de Joux avec 411 pieds soit 147 m de profond. Après l'invasion autrichienne en 1815, il ne mesure déjà plus que 140 m.
C'est à la citadelle de Besançon que se situe l'actuel grand puits le plus profond de France avec ses 117,5 mètres.
| Profondeur en mètres | Château                                    | Pays            | Région                      | Diamètre int sup en mètres | Remarques |  |
| -------------------- | ------------------------------------------ | --------------- | --------------------------- | -------------------------- | --- |  |
| 197 m                | Château de Regenstein (de)                 | Allemagne       | Saxe-Anhalt                 |                            | Puits complètement effondré. |  |
| 176 m                | Forteresse de Kyffhäuser                   | Allemagne       | Thuringe                    | 2 m                        | Le puits était bouché depuis longtemps. Entre 1934 et 1936 il a été entièrement dégagé. |  |
| 163 m                | Château de Zbiroh                          | Tchéquie        | Région de Pilsen            | 2 m                        | Lors de son curage, on y a trouvé des documents nazis,. |  |
| 152,5 m              | Forteresse de Königstein                   | Allemagne       | Saxe                        | 3,5 m                      | |  |
| 150 m                | Château de Homberg                         | Allemagne       | Hesse                       | 2,28 m                     | C'est le puits le plus profond maçonné jusqu'en bas ; il a été entièrement dégagé entre 1997 et 2001. |  |
| 150 m                | Château de Hukvaldy                        | Tchéquie        | Moravie-Silésie             |                            | Creusé en 1581, il fit la prospérité du château. Le mécanisme brula en 1738 et le château déclina. |  |
| 147 m                | Fort de Joux                               | France          | Franche-Comté               | 3,7 m                      | Vauban le creusa sur une profondeur de 147 m. Il a été raccourci par une galerie horizontale et bouché à diverses époques, aujourd'hui il fait environ 100 m. |  |
| 143,2 m              | Wülzburg (de)                              | Allemagne       | Bavière                     | 2,5 m                      | |  |
| 142 m                | Forchtenstein                              | Autriche        | Burgenland                  |                            | |  |
| 140 m                | Château de Râșnov                          | Roumanie        | Transylvanie                |                            | |  |
| 136,5 m              | Château de Seebenstein                     | Autriche        | Basse-Autriche              |                            | |  |
| 132 m                | Citadelle de Besançon                      | France          | Franche-Comté               | 2 m                        | Mesuré récemment à 117,5 m. Il est partiellement bouché. La cage d'écureuil est fonctionnelle. |  |
| 130,6 m              | Château de Augustusburg                    | Allemagne       | Saxe                        |                            | |  |
| 129 m                | Château de Harburg                         | Allemagne       | Bavière                     |                            | Il ne fait plus que 50 mètres de profond, coupé par un tunnel qui passe sous le château. |  |
| 128 m                | Puits de Païenporte                        | Belgique        | Région wallonne             | 4,2 m                      | Puits de la Citadelle de Liège, il a servi parfois de puits de mine de charbon. |  |
| 126 m                | Château de Spangenberg                     | Allemagne       | Hesse                       |                            | |  |
| 120 m                | Château de Igersheim                       | Allemagne       | Baden-Württemberg           |                            | Presque entièrement comblé. |  |
| 120 m                | Château de Waldeck                         | Allemagne       | Hesse                       |                            | |  |
| 114 m                | Château de Robert le Diable                | France          | Moulineaux (76)             | 2.2 m                      | |  |
| 113,47 m             | Puits de la halle de Cordes-sur-Ciel       | France          | Midi-Pyrénées               |                            | |  |
| 113 m                | Beeston Castle                             | Grande-Bretagne |                             |                            | La profondeur était de 400 pieds. |  |
| 112 m                | Forteresse du Spielberg                    | Tchéquie        | 3,5 m                       |                            | La partie supérieure est maçonnée, le reste est en roche crue. |  |
| 109 m                | Château de Veste                           | Allemagne       | Thüringe                    |                            | |  |
| 107 m                | Château de Douvres                         | Grande-Bretagne | Angleterre                  |                            | Profondeur de 350 pieds |  |
| 105 m                | Forteresse de Marienberg                   | Allemagne       | Bavière                     |                            | |  |
| 104 m                | Château fort de Berwartstein               | Allemagne       | Rhénanie-Palatinat          |                            | |  |
| 103 m                | Château de Homburg                         | Allemagne       | Basse-Saxe                  |                            | La profondeur n'est pas connue. Le grand puits s'est partiellement effondré et seuls quelquesmètres sont visibles. En 1736 l'élève Johann Christian du monastère Amelung Borneravec mesure 60 pieds (103 mètres)avec un fil à plomb sans en atteindre le fond.                                                            |  |
| 98 m                 | Château de Marbourg                        | Allemagne       | Hesse                       |                            | Le grand puits a été totalement dégagé en 2011-2012. |  |
| 98 m                 | Château de Rhoden près de Diemelstadt      | Allemagne       | Hesse                       |                            | En l'an 1651 il faisait 160 pieds (ca. 98 mètres) de profond et 3 mètres de diamètre environ avant que le château ne tombe en ruine. |  |
| 97 m                 | Château de Wachsenburg                     | Allemagne       | Thuringe                    |                            | Le grand puits est totalement maçonné. |  |
| 96 m                 | Château de Ronneburg                       | Allemagne       | Hesse                       |                            | |  |
| 95 m                 | Château de Nideggen                        | Allemagne       | Rhénanie-Palatinat          |                            | |  |
| 95 m                 | place du Cloitre                           | France          | la Saussaye (27)            | 2.2 m (fond 1 m)           | L'eau était à 83 m lors d'une descente, parfois il est à sec. |  |
| 94 m                 | Grand puits des Turcs du château de Graz   | Autriche        | Styrie                      |                            | |  |
| 90 m                 | Château de Fénelon                         | France          | Dordogne                    |                            | |  |
| 85 m                 | Château de Breuberg                        | Allemagne       | Hesse                       |                            | Il est entièrement maçonné. |  |
| 85 m                 | Monastère de Limburg                       | Allemagne       | Rhénanie-Palatinat          |                            | Le monastère était un château. |  |
| 84,39 m              | Château de Stolpen                         | Allemagne       | Saxe                        |                            | Plus profond grand puits du monde creusé dans le basalte. |  |
| 84,2 m               | Château de Segeberg                        | Allemagne       | Schleswig-Holstein          |                            | Il s'est effondré et ne mesure plus que 43 mètres. |  |
| 83,5 m               | Puits de l'abime                           | France          | Auvergne                    | 6 m                        | Il existe une légende au sujet de ce puits. |  |
| 83 m                 | Château de Plassenburg                     | Allemagne       | Bavière                     |                            | 140 pieds à son achèvement. |  |
| 80 m                 | Château de Karlštejn                       | Tchéquie        | Bohème                      |                            | On n'y a pas trouvé d'eau, mais on s'en servit comme citerne. |  |
| 80 m                 | Château de Leuchtenburg près de Kahla      | Allemagne       | Thuringe                    |                            | |  |
| 80 m                 | Château de Trenčín                         | Slovaquie       |                             |                            | Il est lié à une légende slovaque. |  |
| 80 m                 | Château de Königsberg                      | Allemagne       | Bavière                     |                            | |  |
| 79 m                 | Palais de Trifels                          | Allemagne       | Rhénanie-Palatinat          |                            | |  |
| 78 m                 | Château d'Hellenstein à Heidenheim         | Allemagne       | Baden-Württemberg           |                            | À Hellenstein, les enfants ne naissent pas dans des choux, mais on les attrape depuis le grand puits ! |  |
| 72 m                 | Château Raab de Thaya (Autriche)           | Autriche        | Basse Autriche              |                            | |  |
| 71 m                 | Château d'Harcourt                         | France          | Harcourt (27)               |                            | Il y a la cage d'écureuil et une baladeuse qui éclaire le fond. |  |
| 70 m                 | château de Fleckenstein                    | France          | Alsace                      |                            | Le puits est totalement comblé, mais il existe une légende à son propos. |  |
| 65 m                 | Château de Zusameck                        | Allemagne       | Bavière                     |                            | Vers 1999/2000 29 mètres ont été dégagés. |  |
| 63 m                 | Puits Saint-Barthélémy de Bonifacio        | France          | Corse                       | 3 m                        | Entre 1856 et 1862 |  |
| 62,8 m               | Puits Bayard d'Aigremont                   | France          | Bourgogne                   |                            | Légende associée au cheval Bayard. |  |
| 62 m                 | Château de Auerbach                        | Allemagne       | Hessen                      |                            | |  |
| 62 m                 | Château de Rochefort                       | Belgique        | Namur                       |                            | Dégagé en 2002 par une association locale. |  |
| 62 m                 | Fort de Bellegarde                         | France          | Languedoc-Roussillon        | 6 m                        | |  |
| 62 m                 | Haut-Koenigsbourg                          | France          | Alsace                      |                            | |  |
| 62 m                 | Chateâu de Burgos                          | Espagne         | Castille et León            | 1,8 m                      | Escalier en colimaçon autour du puits |  |
| 61 m                 | Château de Carisbrooke                     | Grande-Bretagne | Angleterre                  |                            | Profondeur de 200 pieds. Il possède une cage d'écureuil actionnée par un âne encore en démonstration. |  |
| 60 m                 | Puits de la place d'armes Longwy           | France          | Lorraine                    | 6 m                        | Ce puits de siège a fonctionné avec cage d'écureuil, puis machine à vapeur et enfin système à piston. |  |
| 60 m                 | Château de Heidecksburg                    | Allemagne       | Thuringe                    |                            | Première mention en 1512, il fut obstrué en 1790 et totalement curé en 1973. |  |
| 60 m                 | Forteresse de Kufstein                     | Autriche        | Tyrol                       |                            | |  |
| 60 m                 | Château neuf de Raderach à Friedrichshafen | Allemagne       | Baden-Württemberg           |                            | À voir dans la cave de l'auberge. Il atteindrait le niveau du lac. |  |
| 59 m                 | Château Rupea                              | Roumanie        | Transylvanie                |                            | Construit en 1623 |  |
| 59 m                 | Château Montépilloy                        | France          | Picardie                    |                            | |  |
| 59 m                 | Château de Logne                           | Belgique        | Liège                       | 2,5 m                      | Le grand puits fait aujourd'hui 56 m de profondeur. Entre 1990 et 2002 le puits a été fouillé; on y a trouvé 480 ans de vestiges dont une machine de levage des seaux. |  |
| 58 m                 | Forteresse de Ehrenbreitstein              | Allemagne       | Rhénanie Palatinat          |                            | 3 siècles de construction |  |
| 57 m                 | Château de Lichtenberg Salzgitter          | Allemagne       | Saxe                        |                            | |  |
| 57 m                 | Château de Saschiz                         | Roumanie        | Transylvanie                |                            | |  |
| 57,6 m               | Château d'Alberswil                        | Suisse          | Canton de Lucerne           |                            | |  |
| 55 m                 | Château de Devín                           | Slovaquie       |                             |                            | |  |
| 54 m                 | Château de Bouillon                        | Belgique        |                             |                            | |  |
| 54 m                 | Château de Vianden                         | Luxembourg      | Vianden                     |                            | |  |
| 53 m                 | Château de Rochsburg à Lunzenau            | Allemagne       | Saxe                        |                            | Dégagé en 3 ans, le faisant passer de 22 à 53 m. |  |
| 53 m                 | Château de Nuremberg                       | Allemagne       | Bavière                     |                            | Il s'agit du grand puits du palais impérial (Un autre puits fait 20 m de profond). |  |
| 52 m                 | Château de Vlotho                          | Allemagne       | Westphalie                  |                            | 52 mètres dégagés aujourd'hui. Profondeur réelle inconnue. |  |
| 50 m                 | Palais de Cochem                           | Allemagne       | Rhénanie Palatinat          |                            | |  |
| 50 m                 | Château de Windsor                         | Grande-Bretagne |                             |                            | Profondeur de 165 pieds |  |
| 46 m                 | Château de Dilsberg près de Neckargemünd   | Allemagne       | Baden-Württemberg           |                            | Accessible par un tunnel. |  |
| 46 m                 | Château de Tomberg près de Rheinbach       | Allemagne       | Rhénanie-du-Nord-Westphalie |                            | Dégagé par un club local en 1883, on y a fait de nombreuses découvertes archéologiques. |  |
| 45 m                 | Fort Barraux                               | France          | Rhône-Alpes                 | 3 m                        | Tari lors de son approfondissement voulu par Vauban, il fut alimenté par une fontaine voisine. |  |
| 43 m                 | Château de Khorramabad                     | Iran            |                             |                            | |  |
| 42,60 m              | Château de Harzburg                        | Allemagne       | Basse Saxe                  |                            | |  |
| 40,90 m              | Château de Kirkel                          | Allemagne       | Sarre                       | 2,3 m                      | Le puits a été dégagé entre 2011 et 2021 par des membres de l'Association bénévole de soutien du Château de Kirkel (Förderverein Kirkeler Burg) sous la direction de l'archéologue Christel Bernard. Une profondeur de 40,90 mètres a été atteinte en octobre 2021. La profondeur estimée du puits comporte plus de 60 m. |  |
| 39,43 m              | Cité de Carcassonne                        | France          | Languedoc-Roussillon        | 3,6 m                      | |  |
| 36,05 m              | Château de Kriebstein                      | Allemagne       | Saxe                        |                            | Le puits a été découvert par hasard en 1981 et dégagé en 1990 |  |
| 36 m                 | Château de Berzé                           | France          | Bourgogne                   |                            | |  |
| 30 m                 | Puits de Castelsagrat                      | France          | Midi-Pyrénées               | 3 m                        | |  |
| 30 m                 | Château de Duras                           | France          | Aquitaine                   |                            | L'eau du puits serait alcoolisée à 4° à cause des vignes environnantes. |  |
| 30 m                 | Château de Gisors                          | France          | Haute-Normandie             |                            | Roger Lhomoy l'a totalement dégagé en 1941 car il cherchait un trésor. |  |
| 30 m                 | Château de Montessus                       | France          | Saône-et-Loire              |                            | Renseignements sur le site http://lesamisdusitedemontessus.unblog.fr |  |
| 30 m                 | Château de Portillo                        | Espagne         | Castille et León            |                            | Escalier en colimaçon autour du puits |  |

Liste des grands puits atteignant plus de 30 mètres dans des châteaux, forteresses, fermes fortifiées ou villes fortifiées.